# Gerbillus hesperinus
Gerbillus hesperinus (Піщанка західна) — вид родини мишеві (Muridae).

## Поширення
Ендемік Марокко. Зустрічається в піщаних місцях проживання близько до берегової лінії.